# Joyce Cave
Pour les articles homonymes, voir Cave.
Joyce Irene Cave, née le 2 juin 1902 et morte le 13 mars 1953, est une joueuse anglaise de squash qui domine le jeu dans les années 1920. Elle remporte le British Open de squash (le championnat du monde officieux) à trois reprises de 1922 à 1928 dont le tournoi originel de 1922.

## Biographie
Née en 1902, Joyce Cave est la plus jeune des trois sœurs qui ont participé au British Open. Sa sœur Nancy Cave (1896-1989) a également remporté le titre à trois reprises et sa sœur aînée Margorie Maude Cave (1893-1954) a participé en 1922. 
Les trois sœurs ont été enseignées par leur père Harold Watkin Cave qui était un joueur de raquettes pendant les années 1880.
Elle remporte le British Open de squash originel de 1922 face à sa sœur Nancy Cave 11–15, 15–10, 15–9.

## Palmarès

### Titres
- British Open : 3 titres (1922, 1925, 1928)

### Finales
- British Open: 2 finales (1924, 1932)